# تاكويا موجوروما
تاكويا موجوروما (باليابانية: 六車 拓也) (13 يونيو 1984 في كيوتو في اليابان – )؛ هو لاعب كرة قدم ياباني سابق كان يلعب كلاعب وسط.

## وصلات خارجية
- تاكويا موجوروما على موقع رابطة كرة القدم اليابانية للمحترفين (اليابانية)
- تاكويا موجوروما على موقع قاعدة بيانات كرة القدم.إي يو (الإنجليزية)
- تاكويا موجوروما على موقع Soccerway.com (الإنجليزية)
- تاكويا موجوروما على موقع عالم كرة القدم.نت (الإنجليزية)